# Одетта (фильм, 1950)
Оде́тта (англ. Odette) — британский художественный фильм 1950 года, режиссёром которого являлся Герберт Уилкокс. Сценарий к нему написал Уоррен Четэм-Строуд.
Фильм основан на реальных событиях, и повествует о пленении нацистами британских разведчиков, сотрудников Управления специальных операций, Одетты Хэллоус и Питера Черчилля во время Второй мировой войны.

## Сюжет
В фильме Одета Хэллоус (Анна Нигл), союзная француженка, вступает в УСО, после чего её направляют в Сопротивление, где она начинает работать вместе с Питером Черчиллем (Тревор Говард). Питер Устинов играет роль их связного (радиста).
После нескольких удачных разведопераций Одетту и Питера ловят нацисты. Но, несмотря на жестокие пытки, Одетта не раскрывает информацию о Движении. После этого её отправляют в Равенсбрюк, где ей, несмотря на все лишения, всё же удаётся выжить. После возвращения во Францию Одетту награждают Георгиевским Крестом.
Примечательно то, что в фильме играют как минимум двое непосредственных участников Второй мировой: полковник Морис Бакмастер, в своё время руководивший французским отделением УСО; а также Пэдди Спрул, член FANY и агент УСО.